# Lispe longicollis
Lispe longicollis este o specie de muște din genul Lispe, familia Muscidae, descrisă de Johann Wilhelm Meigen în anul 1826. Conform Catalogue of Life specia Lispe longicollis nu are subspecii cunoscute.